# Orlando Lions
O Orlando Lions foi um time americano de futebol de Orlando, Flórida, que existiu de 1985 a 1996. Ao longo dos anos, os Leões competiram tanto no nível amador quanto profissional, incluindo algumas temporadas como uma equipe independente.
O Lions é um apelido que persistiu na área em conexão com os esforços posteriores para trazer o futebol profissional para a área. É usado como apelido para o atual time do Orlando City SC, que jogou na liga USL Pro de terceira divisão entre 2010 e 2014, e agora joga na Major League Soccer .

## História

### ASL / APSL
Fundado em 1985, o Orlando Lions se juntou à American Soccer League em 1988. A equipe depois se tranfere para à American Professional Soccer League em 1990, quando a ASL se fundiu com a Western Alliance. Eles se fundiram com o Fort Lauderdale Strikers após a temporada de 1990. O clube jogou em Orlando, Flórida .

### USISL
A equipe se tranferiu para a USISL e, em 1995, foi transferida para a USISL Premier League.